# Marlon Ayoví
Marlon Riter Ayoví Mosquera  (ur. 27 września 1971 r.) jest ekwadorskim piłkarzem, grającym na pozycji obrońcy.
Przed Barceloną występował w: Filanbanco, Filancard FC, Deportivo Quito, Universidad Catolica Quito i ponownie Deportivo Quito. Został powołany do pierwszego składu piłkarskiej reprezentacji Ekwadoru na Mistrzostwa Świata 2002 w Korei i Japonii oraz na Mistrzostwach Świata 2006 w Niemczech.